# Capitulare

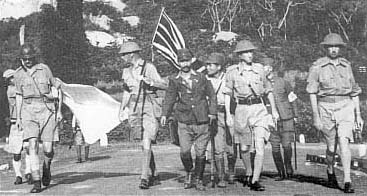
Generalul Arthur Ernest Percival capitulând în fruntea trupelor britanice în fața japonezilor după Bătălia de la Singapore din timpul celui de-al doilea război mondial.

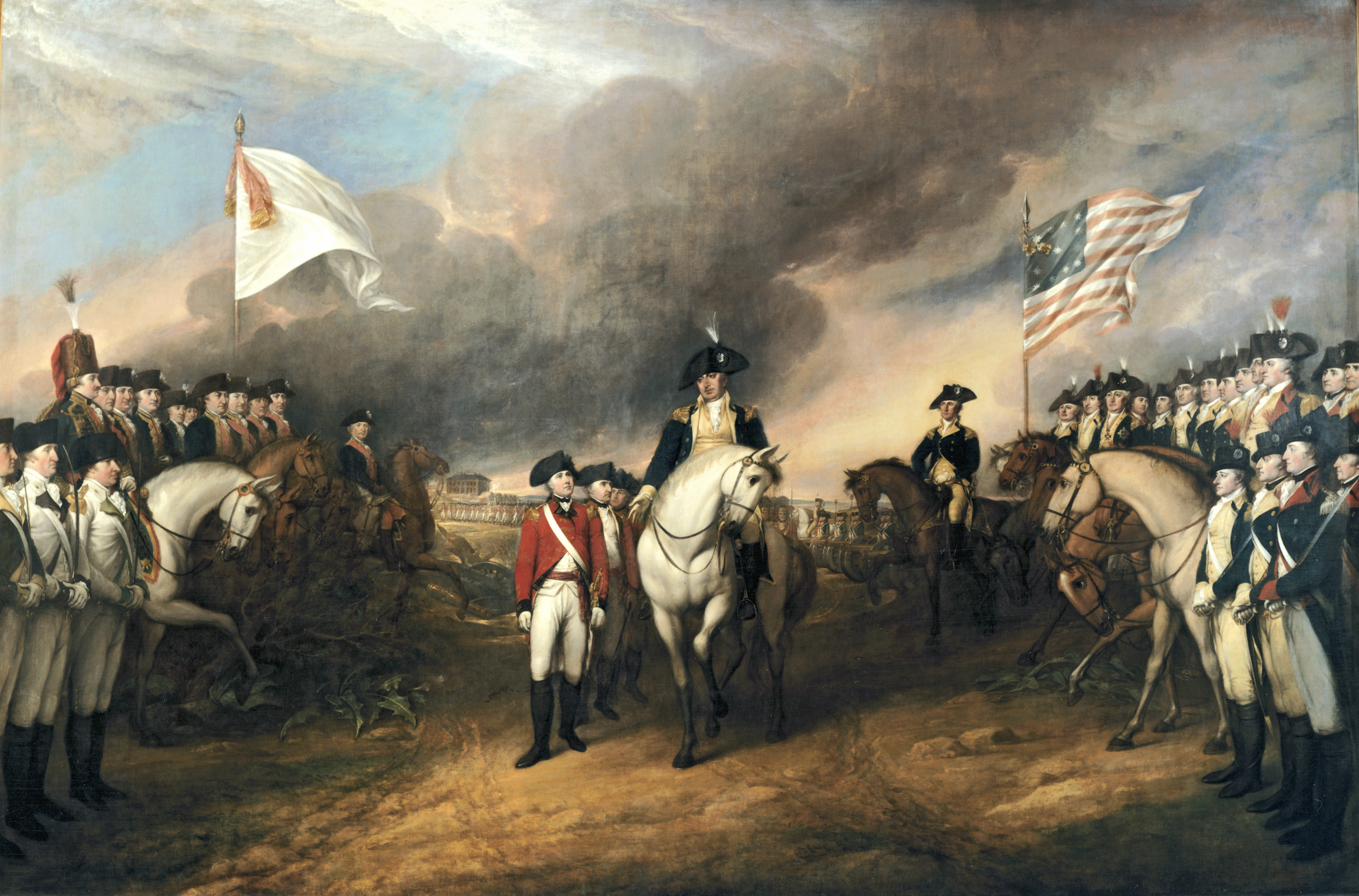
Capitularea britanicilor conduși de Lord Cornwallis în fața armatei continentale coloniale în timpul războiului de independență. Britanicii au arborat steagul alb care simbolizează capitularea.

Capitularea este actul prin care soldații sau alte tipuri de forțe combatante încetează luptele și devin prizonieri de război, fie prin voința proprie, fie ca urmare a ordinelor superiorilor. Steagul alb este folosit de cele mai multe ori pentru a anunța dorința de capitulare. De asemenea mai este folosit gestul ridicării mâinilor goale deasupra capului. 
Capitularea poate fi condiționată, dacă partea care se predă este de acord să înceteze lupta numai după ce partea victorioasă face anumite promisiuni. În cazul în care învingătorul nu face nicio promisiune de tratament în afara celor prevăzute de dreptul internațional avem de-a face cu o capitulare necondiționată. În mod normal, un beligerant nu va fi de acord să capituleze necondiționat decât în condițiile în care este complet incapabil să mai continue ostilitățile. 
Condițiile în care trebuie tratați prizonierii de război sunt stabilite de Convenția de la Geneva. 
Pot capitula și națiuni întregi, în încercarea de a pune capăt unui război. Capitularea are loc prin semnarea unui armistițiu sau a unui tratat de pace. 